# Piletocera argopis
Piletocera argopis là một loài bướm đêm trong họ Crambidae.